# Chemical Plant Zone
Chemical Plant Zone, ou simplement Chemical Plant, est un niveau présent dans plusieurs jeux de la franchise Sonic the Hedgehog, dont le deuxième, intitulé Sonic the Hedgehog, de 1992. Il s'agit de l'une des zones les plus emblématiques de cette série de jeux vidéo.

## Définition de zone
Le nom « zone » désigne, dès les premiers jeux de Sonic the Hedgehog, un environnement, souvent riche en plate-formes, sans que cette présence n'en devienne excessive pour autant. Ce milieu est visitable au cours de la partie et équivaut alors à un niveau du jeu vidéo. Généralement, chaque zone se subdivise en un nombre variable d'actes, en fonction du jeu, et sa traversée se conclut par un combat face à un boss,,.
Pour ce qui est de la relation entre nombre de niveaux (actes) et nombre de zones, les zones respectives ne se partagent chacune qu'en deux actes dans la plupart des jeux de l'ère classique, à l'exception notable de Sonic 1,.

## Concept et création
Pour sa première apparition dans Sonic 2, Chemical Plant doit initialement être située après la dixième zone. En effet, le jeu est dans un premier temps censé comporter environ dix-huit zones, mais la version finale ne contient que onze zones et Chemical Plant y est finalement la deuxième zone parcourue par le joueur.

## Adaptations

### Jeux vidéo
Dès le 24 juin 2021, un DLC du jeu vidéo Minecraft, sorti en 2009, propose d'incarner le personnage de Sonic, avec l'apparence caractéristique de Minecraft. Le joueur peut se rendre dans les reconstitutions respectives de zones de la franchise, dont Chemical Plant,,,.

## Accueil
Selon le site Internet Sens Critique, Chemical Plant est, avec Casino Night, l'une des deux zones iconiques du jeu Sonic 2, et contribue par cela à en faire un jeu avec plus de diversité que Sonic 1.
Chemical Plant fait par ailleurs partie, à l'instar d'Oil Ocean par exemple, des zones parfois interprétées comme des représentations de la destruction de l'environnement par l'industrie. Avec de tels environnements, Sega semble ainsi manifester dans ses jeux vidéo un soutien à l'écologie, en représentant une lutte qui oppose la nature, avec les animaux et Sonic en militant, aux dangers des progrès technologiques, avec Eggman en synecdoque pour l'humanité qui cherche à tout robotiser, dans Sonic. Les inondations de liquide toxique vraisemblablement polluant dans Chemical Plant sont ainsi l'un de ces principaux éléments à portée d'avertissement, d'autant plus qu'elles menacent Sonic, protagoniste qui libère constamment des animaux,,.
Selon une théorie de fans, Chemical Plant, dans Sonic 2, devait initialement être incluse dans le Death Egg. Cette théorie s'appuie notamment sur les éléments de décor similaires dans ces deux zones du jeu, comme par exemple les bandes aux rayures jaunes et noires. Un autre élément utilisé pour conforter cette hypothèse est le fait que Sonic peut mourir dans Chemical Plant en tombant dans le liquide coloré comme s'il tombait dans le vide. Enfin, la théorie repose aussi sur le fait que Chemical Plant devait être explorée plus tard dans les premiers projets de jeu. Le but de cette théorie est en effet d'expliquer comment Chemical Plant, deuxième zone du jeu, s'avère particulièrement difficile à parcourir, comme s'il s'agissait d'un niveau de la fin du jeu.